# Hugo Weckx

Bestuursvergadering van de Oud-leerlingenbond van het Heilig-Hartcollege te Ganshoren (v.r.n.l.) Frans Du Mong, Luc Lehouck, NN, Hugo Weckx.

Hugo Weckx (Vilvoorde, 9 januari 1935 – Brussel, 23 oktober 2024) was een Belgisch politicus voor de CVP.

## Levensloop
Hugo Weckx is een zoon van Jan Weckx, redactiesecretaris van de krant De Standaard.
Hij volgde de Grieks-Latijnse Humaniora aan het Heilig-Hartcollege in Ganshoren. Hij trad er op in verschillende toneelstukken geregisseerd door Ast Fonteyne. Hij werd later voorzitter van de oud-leerlingenbond.
Hij promoveerde in 1958 tot doctor in de rechten en licentiaat in het notariaat aan de Katholieke Universiteit Leuven en ging in 1958 als advocaat aan de balie van Brussel werken.
Hij was medestichter van het Brussels Kamertoneel en voorzitter van de Brusselse afdeling van het Davidsfonds. Van 1972 tot 1988 was Weckx daarnaast voorzitter van de Nederlandse Cultuurcommissie, de Nederlandse Commissie voor de Cultuur van de Brusselse Agglomeratie (NCC), een overheidsinstelling ter ondersteuning van de Vlaamse cultuur in Brussel. In het kader van een recuperatiestrategie tegen de anti-Vlaamse retoriek van het toen zeer invloedrijke FDF bedacht hij het plan om de Vlaamse scholen in Brussel open te stellen voor anderstaligen. 
Een van zijn aandachtspunten was het uitdragen van de Vlaamse cultuur in Brussel. In 1975 werd Weckx beheerder van het Contact- en Cultuurcentrum Brussel en vanaf datzelfde jaar was hij eveneens verbonden aan het Academie Derde Leeftijd, die het plaatselijke Nederlandstalige verenigingsleven voor senioren wilde stimuleren. Vanaf 1987 was hij tevens lid van de raad van bestuur van de Koninklijke Muntschouwburg en vanaf 1996 vertegenwoordigde hij de Vlaamse Gemeenschapscommissie in de Hoofdstedelijke Openbare Bibliotheek. Daarenboven ondersteunde hij verschillende initiatieven die de Vlamingen een 'venster op de wereld' konden bieden, zoals de Ancienne Belgique, de Beursschouwburg, het Kaai- en Lunatheater. Zijn bekommernis om de Vlaamse uitstraling ging echter verder dan Brussel alleen; zo was hij voorzitter van de in 1986 opgerichte vereniging VL-anders, , die een tegenhanger wilde zijn voor Flanders Technology en in het teken stond van welzijnszorg, onderwijs, kunst en cultuur. In 1999 werd hij dan weer voorzitter van het Vlaams Cultuurhuis de Brakke Grond in Amsterdam.

### Politieke carrière
In 1964 werd Weckx voor de CVP verkozen tot gemeenteraadslid van Sint-Agatha-Berchem, waar hij van 1970 tot 1988 schepen was, bevoegd voor Nederlandstalige Cultuur en Jeugd. Van 1966 tot 1968 was hij tevens provincieraadslid van Brabant.
In 1977 werd Hugo Weckx voor het arrondissement Brussel verkozen in de Kamer van volksvertegenwoordigers en bleef er zetelen tot in 1981. Vervolgens zetelde hij van 1981 tot 1987 in de Senaat: van 1981 tot 1985 als rechtstreeks gekozen senator voor het arrondissement Brussel en van 1985 tot 1987 als provinciaal senator voor Brabant. Daarna zetelde hij van 1987 tot 1995 terug in de Kamer. Door het toen bestaande dubbelmandaat zetelde hij van 1977 tot 1980 automatisch ook in de Cultuurraad voor de Nederlandse Cultuurgemeenschap en van 1980 tot 1985 en van 1987 tot 1995 in de Vlaamse Raad. Van 1994 tot 1996 was hij daarnaast ook lid van het Europees Comité van de Regio's.
Als parlementslid zette Weckx zich tijdens de jaren 1980 in voor de uitbouw van een volwaardig statuut voor Brussel, door de overheveling van een aantal gewestelijke, gemeentelijke en provinciale bevoegdheden. Hij was tegen de vorming van een volwaardig Brussels Gewest met een afzonderlijke regering, die volgens Weckx best geïntegeerd zou blijven in de federale regering, maar pleitte wel voor de oprichting van een rechtstreeks verkozen Brusselse Gewestraad met een proportioneel aantal Vlamingen en een besluitspariteit, waarbij bij de goedkeuring van wetgeving een dubbele meerderheid in beide taalgroepen was vereist. 
Van 1988 tot 1995 was hij Hugo Weckx minister in de Vlaamse Executieve. Van februari tot oktober 1988 was hij bevoegd voor Onderwijs en Brusselse Aangelegenheden, van 1988 tot 1992 voor Volksgezondheid en Brusselse Aangelegenheden en van 1992 tot 1995 voor Cultuur en Brusselse Aangelegenheden. Als minister van Brusselse Aangelegenheden stelde hij in 1994 een welzijnsplan voor dat de bicommunautaire zieken-, bejaarden-, gehandicaptenzorg en psychiatrie in het Brussels Gewest beter toegankelijk moest worden voor Vlamingen, zo niet dienden zulke instellingen hun bicommunautair statuut op te geven, zodat zij enkel nog gesubsidieerd konden worden door de Franse Gemeenschap. 
Als minister van Cultuur toonde hij zich dan weer een uitgesproken verdediger van de openbare televisie- en radio-omroepen en een koele minnaar van commerciële omroepen. Zo verzette hij zich tegen de komst van een tweede net van de Vlaamse Televisie Maatschappij (VTM) en weigerde hij om VT4 op de Vlaamse kabel te laten komen, omdat volgens Weckx het decreet van 1987 bepaalde dat er slechts een niet-openbare televisieomroep kon worden erkend en toonde hij zich kritisch tegenover het reclamemonopolie voor commerciële zenders, waarbij hij reclame voor de VRT bespreekbaar wilde maken. Deze houding werd echter veroordeeld door de Europese Commissie.
In 1995 verliet Weckx de actieve politiek, al kwam hij nog enkele keren op bij verkiezingen om zijn partij te ondersteunen. Zo was hij bij de Vlaamse verkiezingen van mei 2019 als tachtiger nog lijstduwer in de Brussel. Na zijn ministeriële carrière was hij van 1996 tot 2000 nog voorzitter van de Nationale Raad voor Wetenschapsbeleid, in 1997 omgevormd tot de Federale Raad voor Wetenschapsbeleid.
Hij overleed thuis op 23 oktober 2024 op 89-jarige leeftijd.
- Digitale Bibliotheek voor de Nederlandse Letteren: weck003
- International Standard Name Identifier: 0000 0003 9402 526X
- Nederlandse Thesaurus van Auteursnamen: 079595367
- Système universitaire de documentation: 163542732
- Virtual International Authority File: 288431206
- WorldCat: E39PBJgtb7cKDjp3H7HftDDKBP